# 34466 Ognicholls
34466 Ognicholls este o planetă minoră (asteroid), cu un diametru de 5,684 km, din centura de asteroizi. A fost descoperită pe 24 septembrie 2000 la Experimental Test Site⁠(d) de Lincoln Near-Earth Asteroid Research. 
Obiectul prezintă o orbită caracterizată de o semiaxă mare de 3,0169921 UAi, o excentricitate de 0,09, o înclinație de 2,26578 ° în raport cu ecliptica.